# Baba Jaga

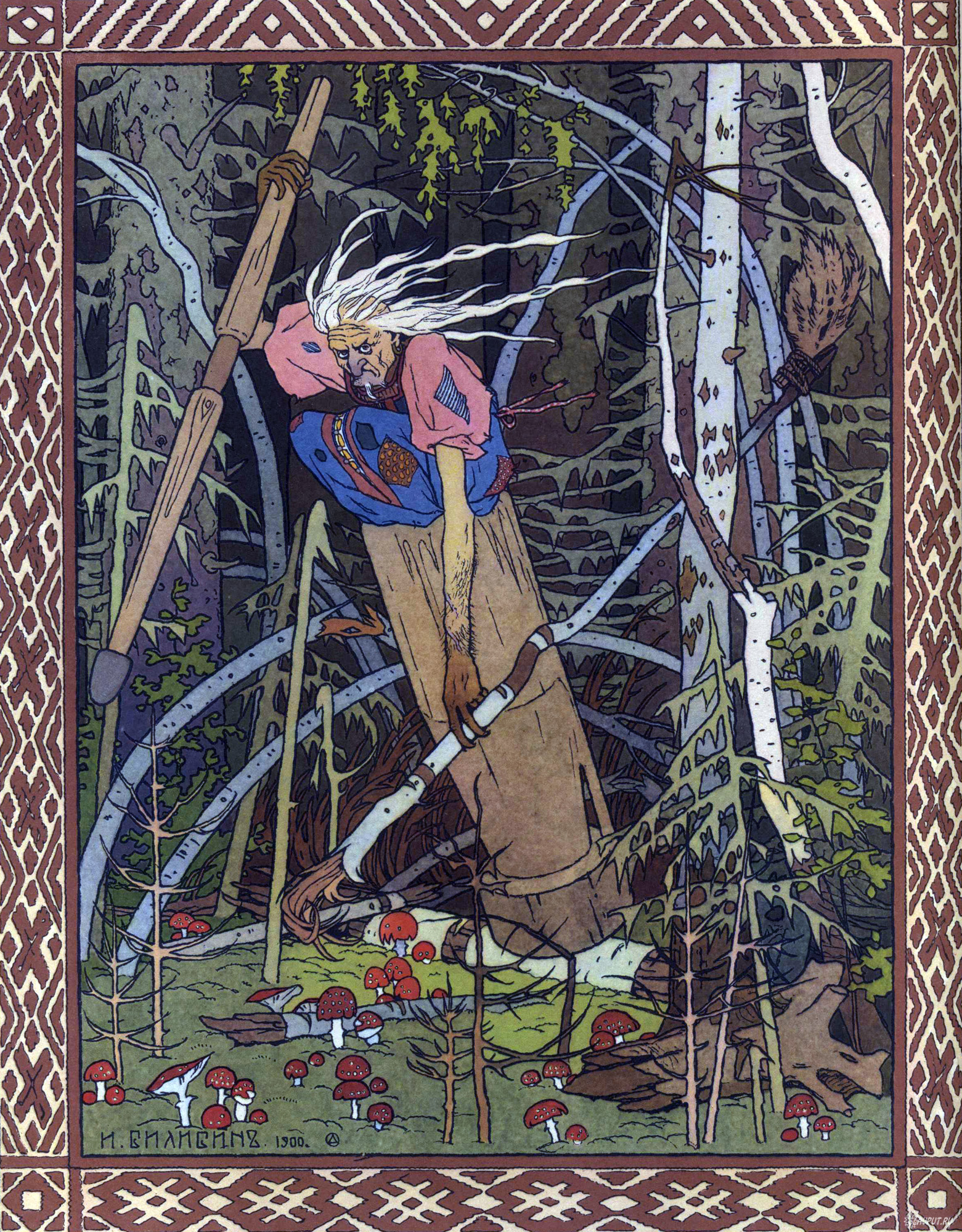
Baba Jaga in een illustratie van Ivan Bilibin

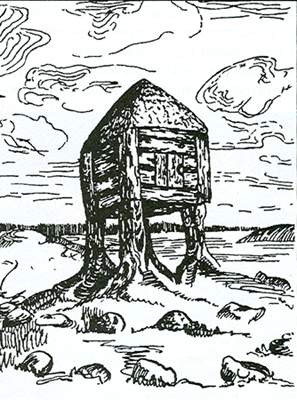
De hut op kippenpoten

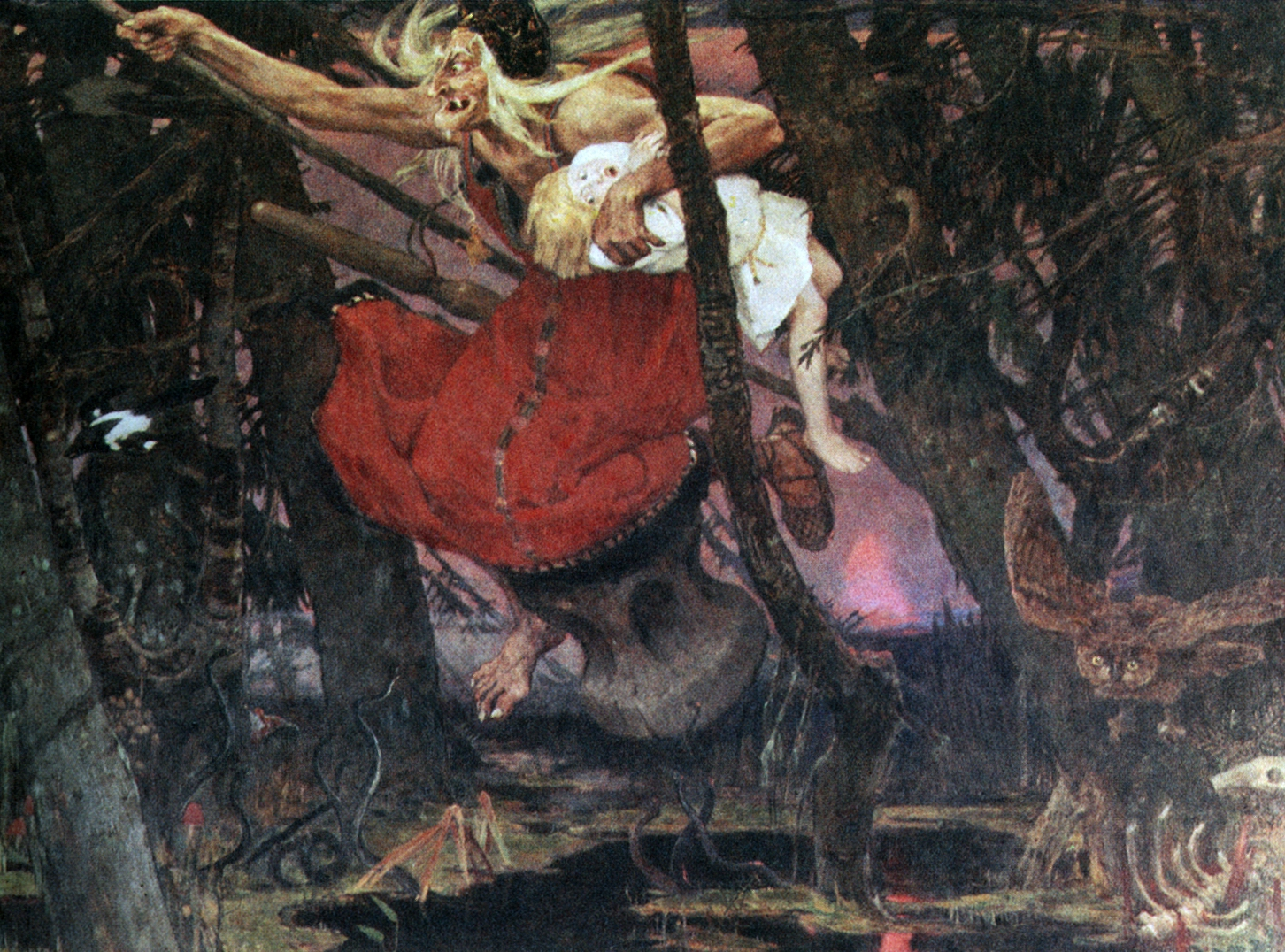
Baba Jaga

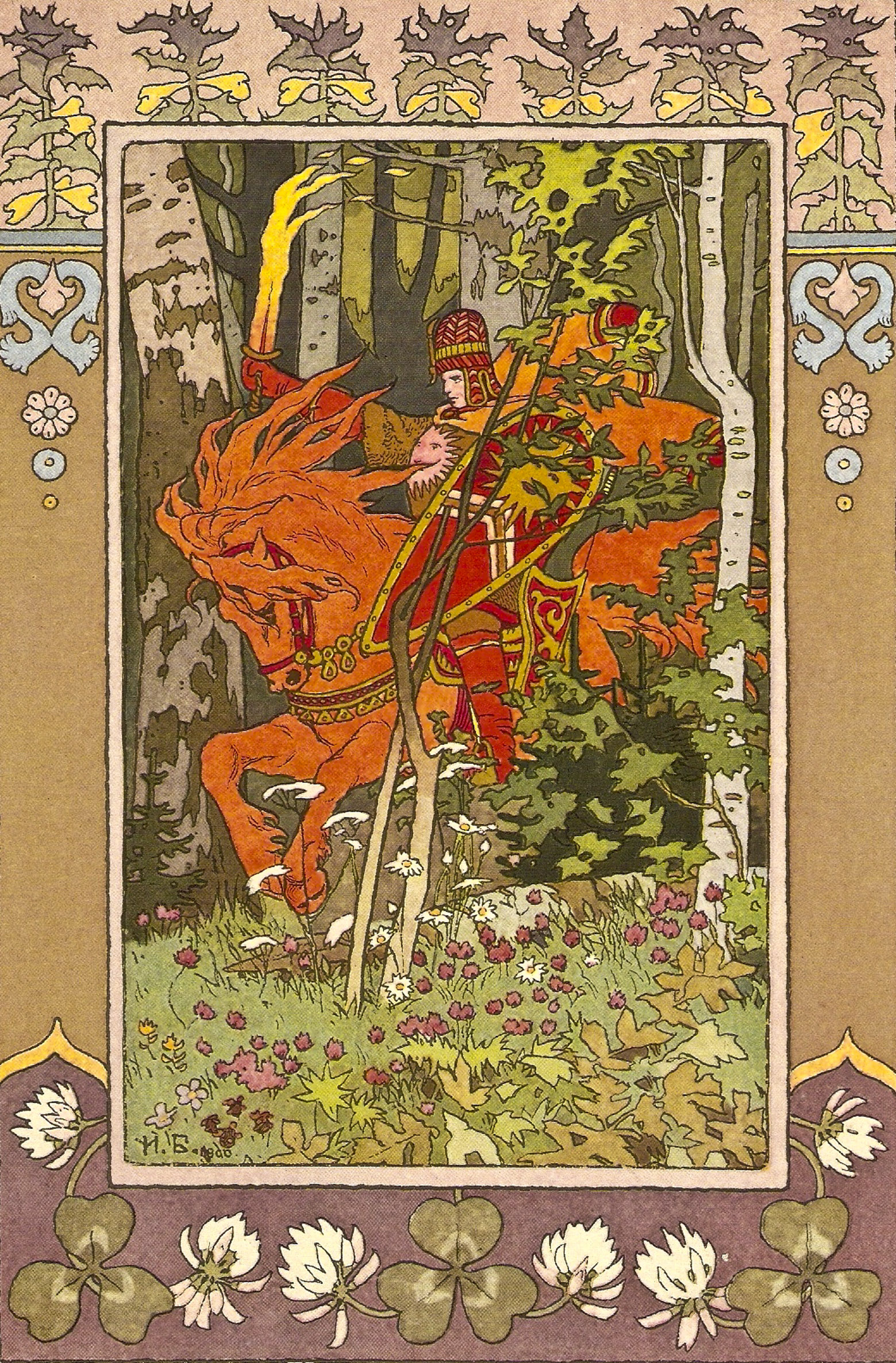
Rode Zon

Baba Jaga (Tsjechisch, Slowaaks, Pools: Baba Jaga;  Sloveens: Jaga Baba; Macedonisch: Баба Рога, Russisch: Ба́ба-Яга́, Bulgaars: Баба Яга, Oekraïens: Баба Яґа, Servo-Kroatisch: Baba Roga) is in de Slavische mythologie een soort heks. De sage wordt verhaald in verschillende versies. Baba Jaga is de wilde vrouw, de donkere dame en de meesteres der magie. Ze wordt ook gezien als een bosgeest, die aan het hoofd staat van een schare geesten.

## Kenmerken
Baba wordt uitgebeeld als een heks die hoog door de lucht vliegt tot aan de wolken in een vijzel, waarbij ze de stamper als roer gebruikt en de sporen die ze achterlaat met een bezem van zilverberkenhout uitveegt. Haar hut staat op kippenpoten en kan daarmee ronddraaien en dansen. Haar tuinhek is gemaakt van menselijke beenderen met schedels erbovenop. Het sleutelgat van haar voordeur is een mond met scherpe tanden. In één versie van de sage zorgt een toverspreuk ervoor dat het huis blijft stilstaan en dat de deur onthult: "Keer je rug naar het bos, je voorkant naar mij".
Volgens sommige versies van de sage wordt Baba Jaga elke keer dat haar een vraag wordt gesteld een jaar ouder. Ze is gefrustreerd en boos omdat haar zoveel vragen worden gesteld. Hierom wordt ze vaak afgebeeld als een norse oude vrouw. Haar enige manier om weer jonger te worden is het drinken van speciale thee die ze van blauwe rozen maakt. Helden die haar blauwe rozen als cadeau schenken mogen een wens doen als beloning voor de hulp.
In enkele verhalen leeft Baba Jaga samen met twee zusters die dezelfde naam hebben. Baba Jaga is dan onderdeel van de triade Maagd, Moeder, Oudevrouw. Baba Jaga staat dan voor behoud, dood en (weder)geboorte. Als een van de zussen sterft door het zwaard of door vuur, besprenkelen de anderen haar met het water van de dood. De wonden genezen dan. Baba Jaga is hoedster van het water van het leven en van de dood. Na de kerstening veranderde het beeld van Baba Jaga. Ze kreeg een bezem en een zwarte kat en werd in verband gebracht met de duivel. Soms wordt ze beschouwd als grootmoeder van de duivel. Baba Jaga lijkt oppervlakkig op de personages uit West-Europese sprookjes, zoals de heks in Hans en Grietje, en vooral Vrouw Holle. Baba Jaga zou ook de moeder van Kosjtsjei de Onsterfelijke zijn.
Drie ruiters dienen Baba Jaga: een witte, een rode en een zwarte. Ze noemt hen "mijn Lichte Ochtendgloren", "mijn Rode Zon" en "mijn Donkere Nacht".

## Verhalen
In één sprookje wordt een jong meisje, Vasilisa, voor een boodschap naar Baba Jaga gestuurd, die haar tot slavin maakt. De dienaren van de heks – een kat, een hond, een poort en een boom – helpen Vasilisa uiteindelijk te ontsnappen omdat ze vriendelijk tegen hen is geweest. Uiteindelijk wordt Baba Jaga in een kraai omgetoverd. 
Dit verhaal wordt (evenals het sprookje van Assepoester) ingedeeld in de categorie 510 in de Aarne-Thompson-index.
In een andere versie van dit verhaal, opgetekend door Aleksandr Afanasjev (Narodnye roesskije skazki, deel 4, 1862), moet Vasilisa drie onmogelijke taken volbrengen. Dit lukt haar met behulp van de magische pop die zij ooit van haar moeder had gekregen.
In een ander verhaal woont een jongen samen met een mus en een kat. De dieren waarschuwen de jongen geen geluid te maken wanneer Baba Jaga hun huis binnenkomt. De mus en de kat gaan dan naar het bos. Als Baba Jaga binnenkomt, houdt de jongen zich stil, maar als Baba Jaga een lepel meeneemt, geeft hij een schreeuw. De jongen wordt dan meegenomen, maar wordt later door de kat en de mus bevrijd. Dit gebeurt de volgende dag opnieuw. Op de derde dag horen zijn vrienden zijn hulpgeroep niet. De oudste dochter van Baba Jaga moet de jongen roosteren, maar hij doet alsof hij niet snapt wat er gebeuren moet. De oudste dochter doet voor hoe je in de pan gaat liggen en wordt zelf de oven in geduwd. Ook de tweede en jongste dochter worden op deze manier geroosterd. Baba Jaga begrijpt nu dat ze deze jongen zelf moet roosteren, maar trapt zelf ook in de eenvoudige list.

## Varia
- In de meeste Slavische talen beduidt het woord baba zoiets als opoe, de benaming voor een oudere volksvrouw. In het Bulgaars betekent het grootmoeder (vergelijk het Russische verklein- en kooswoord baboesjka).
- Een van de delen van Modest Moessorgski's muziekstuk "Schilderijen van een tentoonstelling", De hut op kippenpoten, gaat over een schilderij van de hut van Baba Jaga.
- De in Nederland wonende Kroatische auteur Dubravka Ugrešić publiceerde in 2007 een roman met verwijzingen naar Baba Jaga, Baba Jaga je snijela jaje. De Nederlandse vertaling door Roel Schuyt, Baba Jaga legde een ei, verscheen in 2010 bij uitgeverij De Bezige Bij met ISBN 9789023458920.
- In Polen heet het kinderspel Annemaria Koekoek "Raz, dwa, trzy, Baba Jaga patrzy" (Eén, twee, drie, Baba Jaga kijkt).

## Afbeeldingen

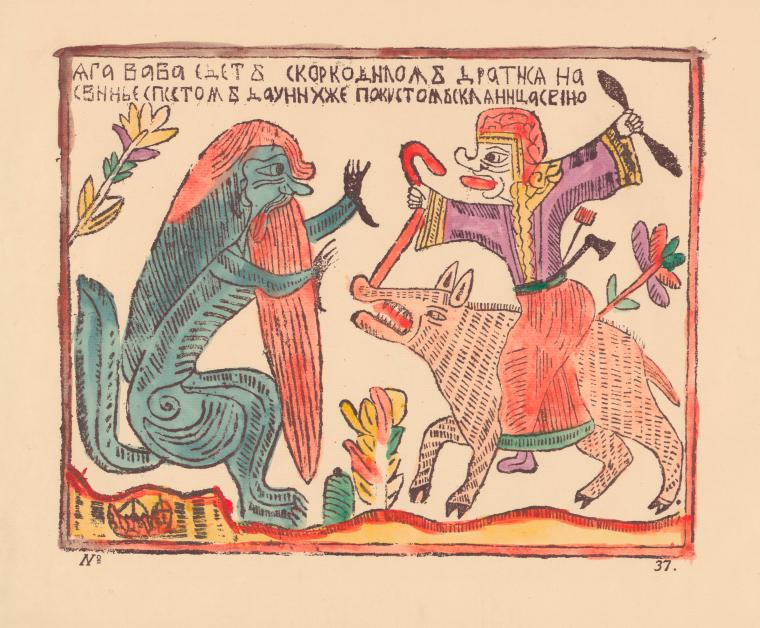
Baba Jaga rijdt op een varken en vecht met de duivelse krokodil.
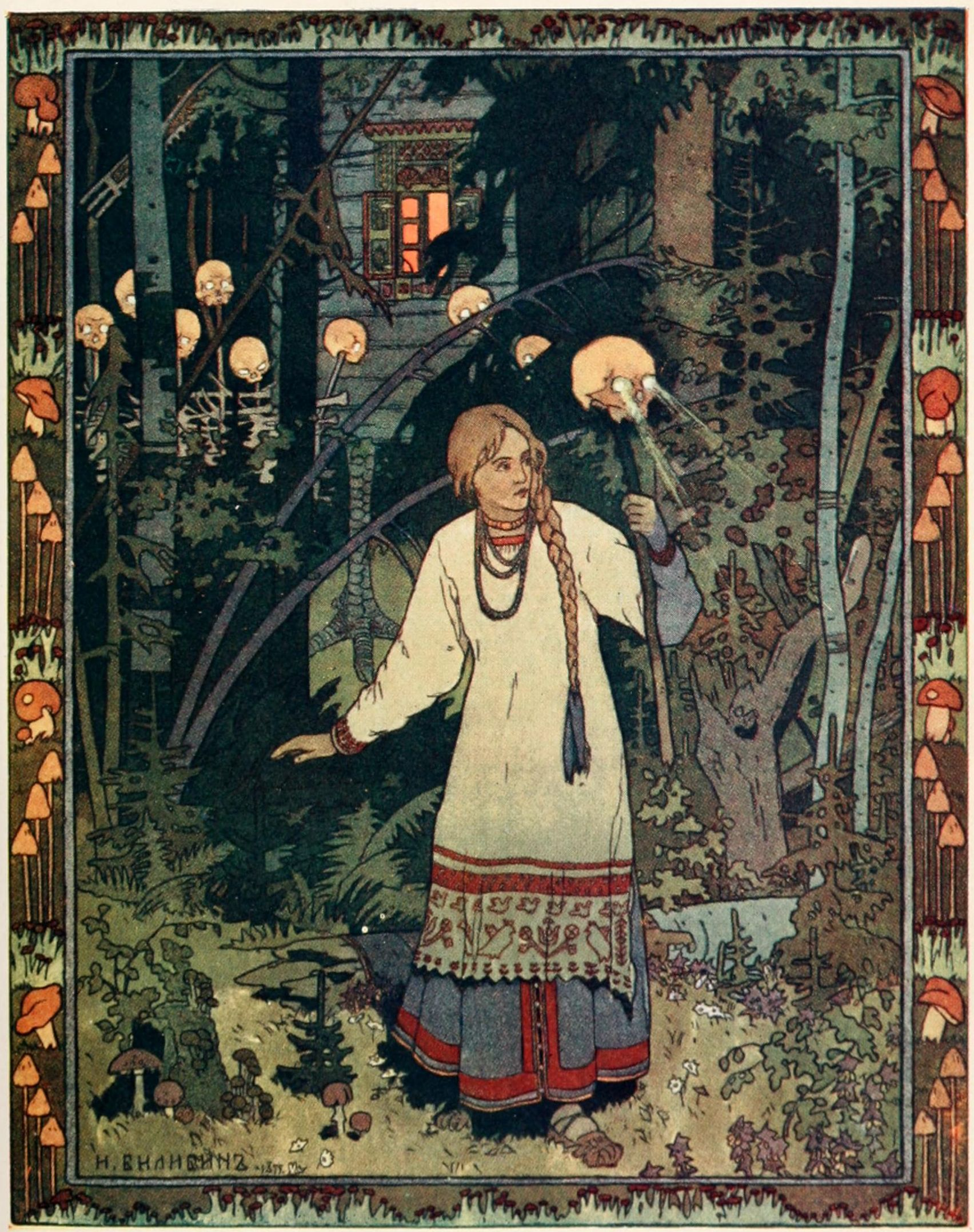
Vasilisa door Ivan Bilibin.
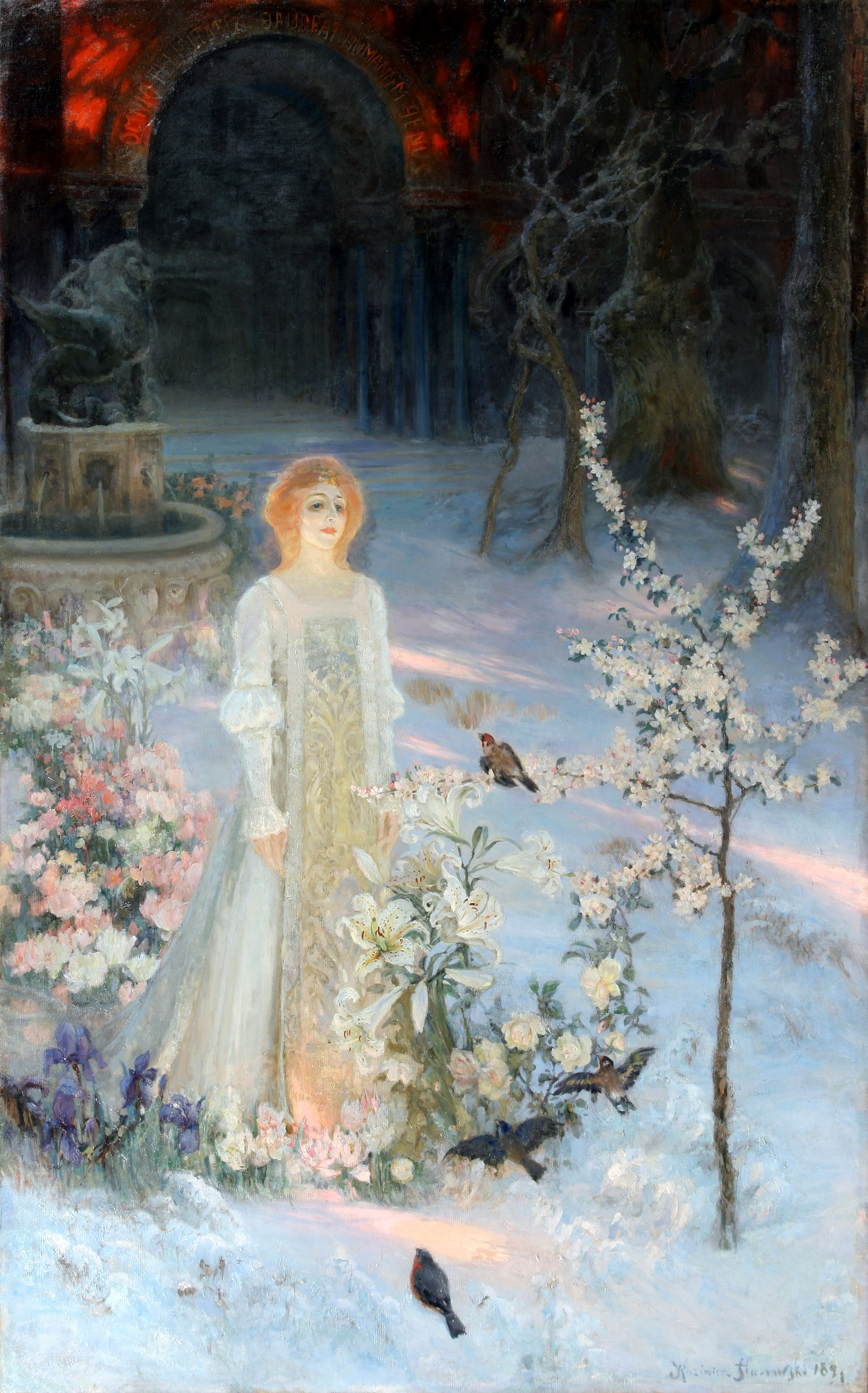
Ook Snegoerotsjka (sneeuwvlokje) komt bij Baba Jaga terecht en werkt als kindermeisje, een os helpt haar ontsnappen.
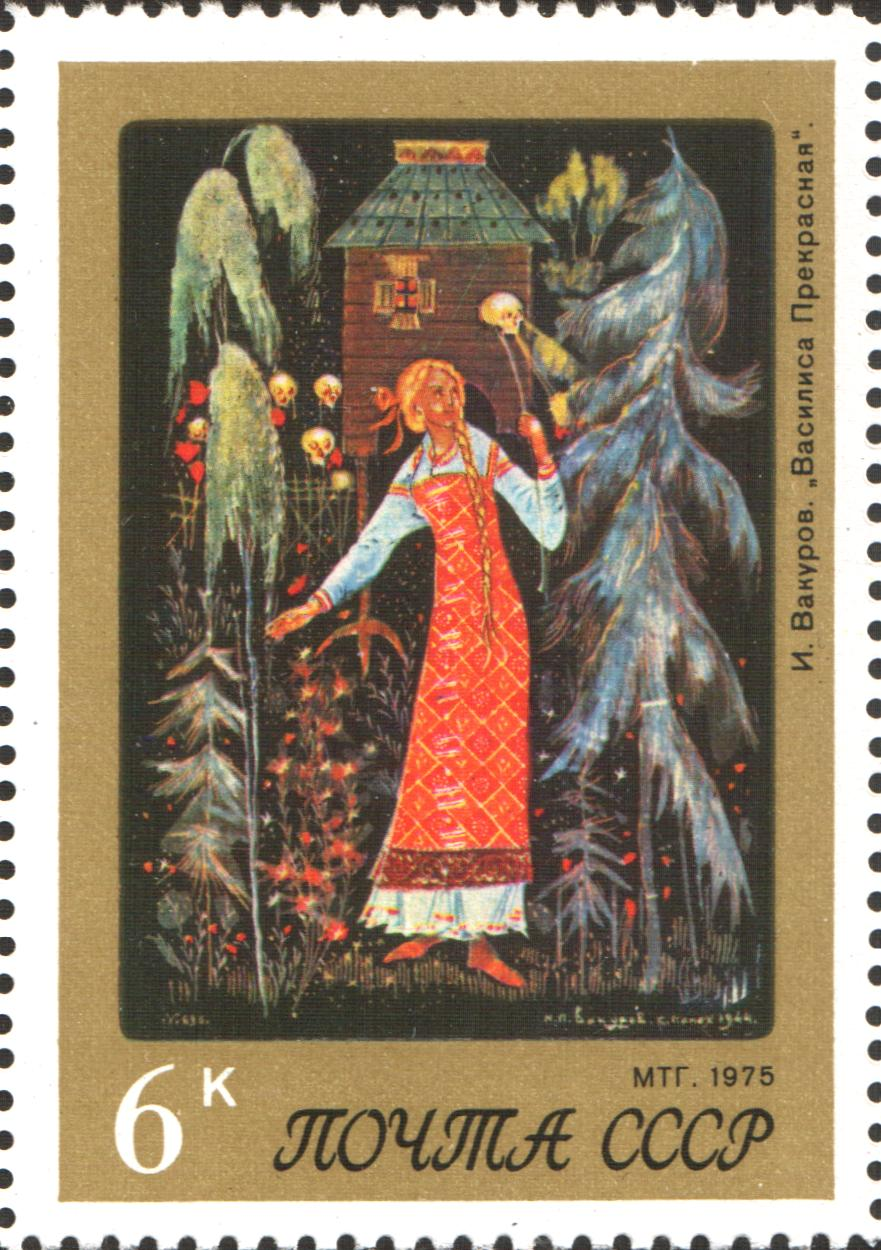
Jong meisje voor het huis van Baba Jaga, postzegel uit 1975.
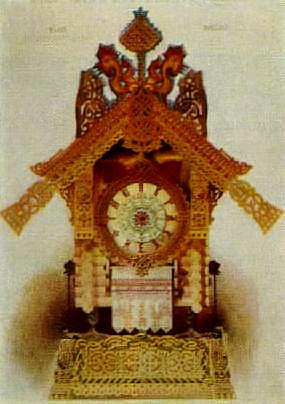
Een klok in de vorm van de hut van Baba Jaga, Viktor Hartmann
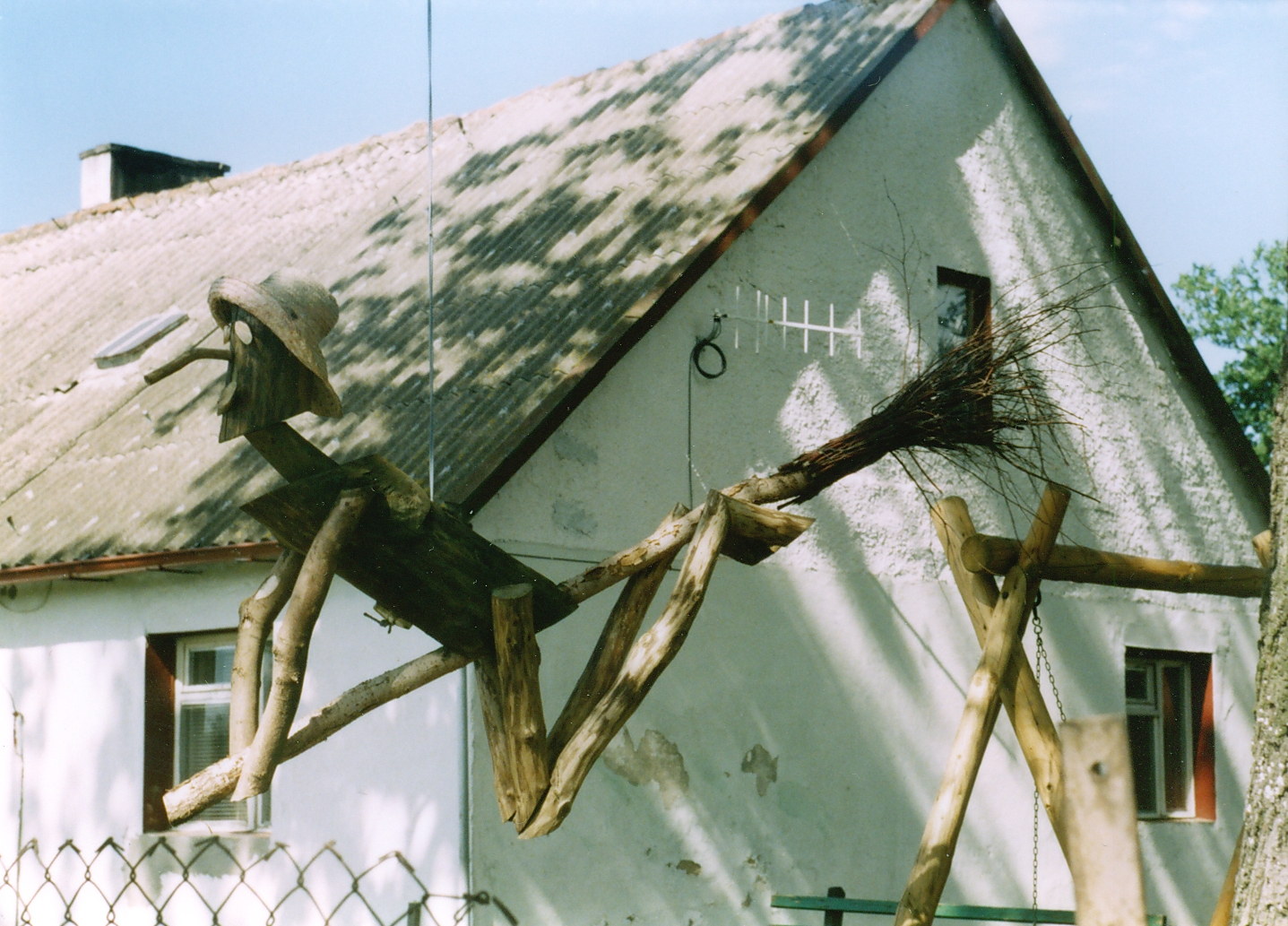
Baba Jaga
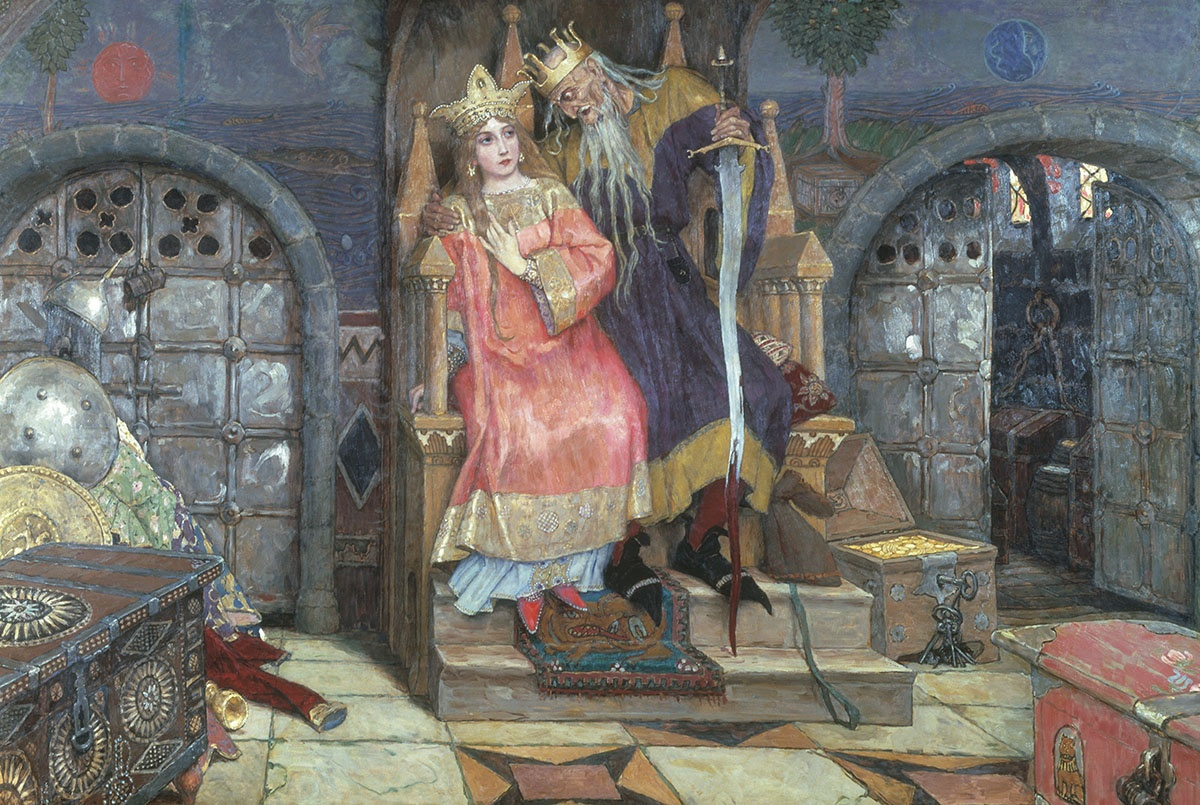
Kosjtsjei de Onsterfelijke, Viktor Vasnetsov
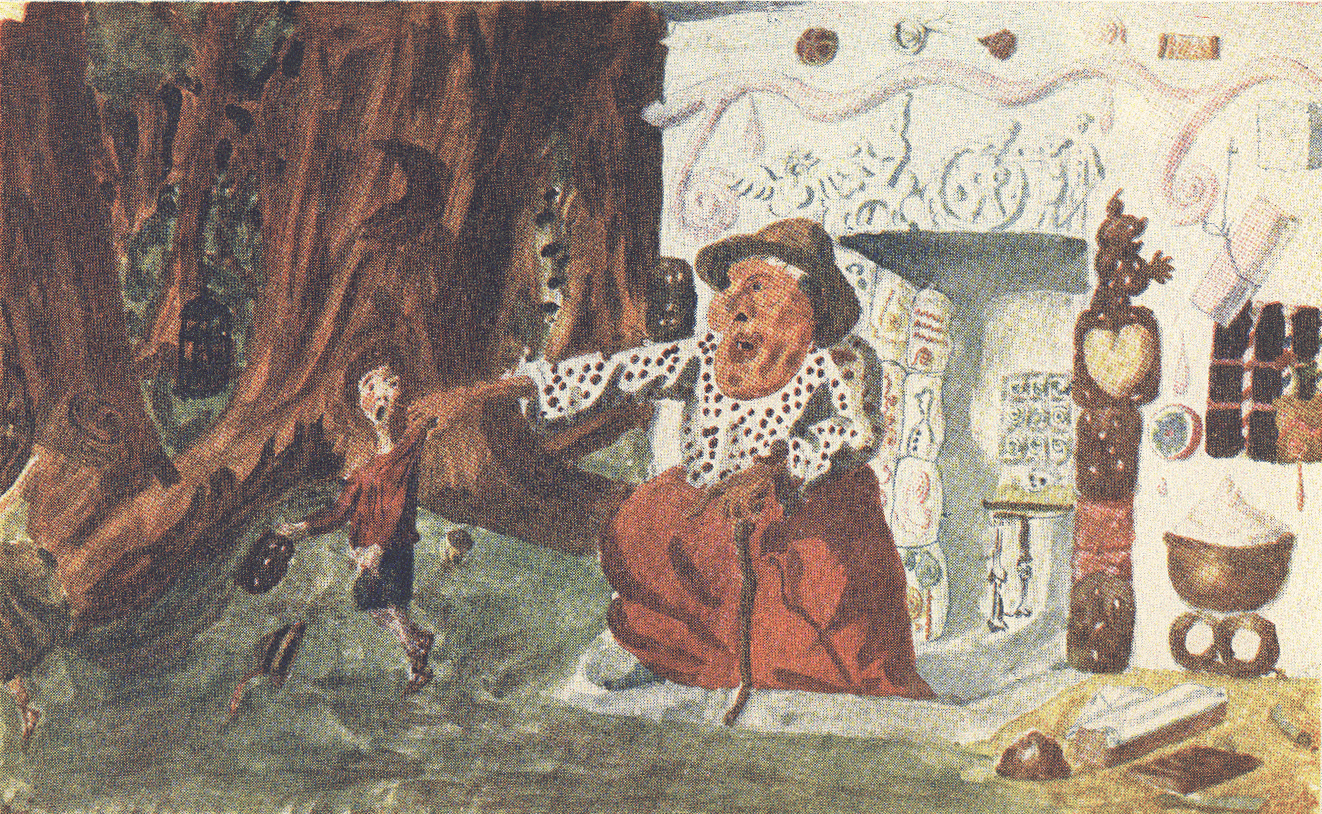
Baba Jaga met een gingerbread naast de deur, 1916